# Pavlov (district de Šumperk)
Pour les articles homonymes, voir Pavlov.
Pavlov (en allemand : Pawlow) est une commune du district de Šumperk, dans la région d'Olomouc, en Tchéquie. Sa population s'élevait à 661 habitants en 2023.

## Géographie
Pavlov se trouve à 5 km au sud-ouest de Mohelnice, à 27 km au sud-sud-ouest de Šumperk, à 32 km au nord-ouest d'Olomouc et à 179 km à l'est-sud-est de Prague.
La commune est limitée par Mohelnice et Líšnice au nord, par Loštice à l'est, par Bouzov au sud, et par Vranová Lhota et Městečko Trnávka à l'ouest.

## Histoire
La première mention écrite de la localité date de 1323.

## Administration
La commune se compose de trois sections :
- Pavlov
- Radnice
- Veselí

## Transports
Par la route, Pavlov se trouve à 7 km de Mohelnice, à 34 km de Šumperk, à 35 km d'Olomouc et à 217 km de Prague.